# Sinfonia n. 20 (Haydn)
La Sinfonia n. 20 in Do maggiore, Hoboken I/20, di Joseph Haydn è una sinfonia festiva . Hodgson l'ha datata nel 1761 o 1762, mentre Brown pensa che sia stata composta con certezza nel 1761.
È stata composta per un'orchestra di 2 oboi, un fagotto, 2 corni, 2 trombe, timpani, archi e basso continuo. La sinfonia è in quattro movimenti:
1. Allegro molto, 2/4
2. Andante cantabile in Sol maggiore, 2/2
3. Minuetto (Do maggiore) e Trio (Fa maggiore), 3/4
4. Presto, 3/8

Gli ottoni non si sentono nel secondo movimento, in stile serenata, con la melodia nei primi violini, accordi spezzati nei secondi violini ed un pizzicato nella linea di basso.